# Главная редакция энциклопедий (Латвия)
Главная редакция энциклопедий (латыш. Galvenā enciklopēdiju redakcija) — издательство, выпускавшее научную и научно-популярную справочную литературу, существовавшее с 1963 по 1997 год. Располагалось на улице Маскавас 68, Рига, Латвия.
Первоначальное название издательства — редакция энциклопедий Латвийского государственного издательства, в 1968 году оно приобрело название Главной редакции энциклопедий, в 1990 году стало редакцией Латвийских энциклопедий, в 1992 году — издательством «Латвийская энциклопедия». С 1966 по 1975 год оно входило в систему Латвийской академии наук, с 1976 по 1979 год — в систему издательства «Звайгне», в остальное время было самостоятельным издательством.
Во второй половине 1980-х годов количество сотрудников издательства достигло 160, действовало 11 научных редакций, а также работало около 750 авторов и 270 научных консультантов. С 1969 по 1977 год главным редактором издательства был Альфредс Рашкевичс, а с 1981 по 1989 год — Петерис Еранс.
В 1990-х годах была начата подготовка нескольких энциклопедий (в 1994 году — «Латвийская природа», в 1995 году — «Искусство и архитектура в биографиях»), однако их не успели издать до ликвидации издательства. Издание энциклопедий перенял Дом печати.

## Научные издания
- Биология, химия и медицина
- Экономическое издание
- Философско-правовая версия
- Физика, математика и инженерия
- Издание по географии
- Редакция литературы, языкознания и педагогики
- Художественная редакция
- Историческое издание
- Литературная контрольная версия
- Научный контроль и вводная редакция
- Издание иллюстраций и картографии

## Значительные издания
- «Малая энциклопедия Латвийской ССР» (1967—1970; т. 1-3)
  - «Алфавитный указатель лиц и предметов» (1972 г.)
- «Популярная медицинская энциклопедия» (1975, 19853)
- «Земли и народы мира» (географический словарь; 1978)
- «Кино» (Путеводитель кинематографиста; 1980)
- «Латвийская советская энциклопедия» (1981—1988; тома 1-10 и 2 дополнительных тома)
- «Советская Латвия» (1985; на русском языке)
- «Политическая энциклопедия» (1987)
- «Планета» (1988)
- «Рига» (1988)
- «Энциклопедия семьи» (1989—1992; т. 1-3)
- «Энциклопедический словарь» (1991; т. 1-2)
- «Латышское письмо в биографиях» (1992)
- «Энциклопедия мифологии» (1993—1994; т. 1-2)
- «Альфа и Омега» (Энциклопедический справочник; 1994, 19963)
- «Малая энциклопедия искусства» (1994—1997; т. 1-17)